# 王来春
王来春（1967年—），女，广东澄海人，第十四屆全國政協委員 中国香港公民，中国企业家，立讯精密董事长。曾在富士康工作。

## 生平
1967年出生于汕头市澄海区，1988年初中毕业后进入富士康位于深圳的海洋电子接插件厂担任生产流水线女工，后升为课长。1999年离开富士康，和哥哥王来胜收购香港立讯公司。
2004年在深圳创建自己公司立讯精密并担任董事长。刚开始主要承接富士康的部分订单。2010年初终止了代工业务，业务重心调整成自主生产连接器。

## 财富
2014年《每日电讯报》称其为世界上最年轻白手起家亿万富豪之一。